# 1&1 Telecommunication
Die 1&1 Telecommunication SE ist die Tochtergesellschaft der 1&1 AG und ein deutschlandweiter Telekommunikationsanbieter mit Sitz in Montabaur. Das Unternehmen gehört zum United-Internet-Konzern und wurde 1988 von Ralph Dommermuth gegründet. Ursprünglich Teil der 1&1 Internet AG – später 1&1 Internet SE – wurde das DSL- und Mobilfunkgeschäft in die 1&1 Telecommunication über deren Tochtergesellschaft 1&1 Telecom GmbH als Endkundenvertragspartner ausgegliedert.

## Geschichte
Die Geschichte begann mit Gründung der 1&1 EDV-Marketing GmbH durch Ralph Dommermuth und Wendelin Abresch im Jahr 1988. Das Unternehmen positionierte sich zunächst als Dienstleister für Marketing und Werbung in elektronischen Medien. Auch Datex-J-Zugänge wurden angeboten. Im Jahr 1992 schloss 1&1 eine Kooperation mit der Deutschen Telekom zur Vermarktung des bis dato vergleichsweise erfolglosen Online-Dienstes BTX. Aus dieser Zusammenarbeit ging der erste Online-Dienst von 1&1 hervor, über den sich Nutzer in das Internet einwählen können. 1&1 nutzte dabei die komplette Infrastruktur von T-Online, erst im Jahre 1996 startete 1&1 ein auf eigener Technik basierendes Angebot. Im Jahr 2000 wurde die United Internet AG gegründet, die als neue Muttergesellschaft der 1&1 Internet AG fungiert. Unterhalb des Teilkonzerns 1&1 wurde das gesamte Zugangs- und Webhosting-Geschäft der Marken 1&1 sowie Schlund+Partner gebündelt. Seit 2007 tritt 1&1 in Deutschland als Komplettanbieter von Telefon- und Internet-Anschlüssen auf. Dabei setzt das Unternehmen weiterhin auf das Netz der Deutschen Telekom, verwendete gleichzeitig aber auch die Infrastruktur der Telefónica Deutschland sowie QSC und Vodafone Deutschland. Im Jahr 2010 schloss 1&1 eine Kooperation mit Vodafone und tritt seitdem auch als Mobilfunkanbieter auf. 2014 folgte ein weiterer Nutzungsvertrag mit E-Plus, sodass 1&1 nun seinen Mobilfunkkunden wahlweise Anschlüsse im D-Netz oder dem E-Netz anbietet. Dieser Nutzungsvertrag wurde nach der Auflösung von E-Plus durch die Telefónica Deutschland übernommen. Am 8. September 2017 übernahm die Drillisch AG 100 % an der 1&1 Telecommunication SE, im Gegenzug übernahm United Internet die Mehrheit an der Drillisch AG. Am 17. Januar 2018 wurde die Drillisch AG in 1&1 Drillisch AG umbenannt. Am 10. Juli 2019 erhöhte die United Internet AG ihre Anteile an der 1&1 Drillisch AG auf 75,10 %. Seit 2. Juni 2021 firmiert die 1&1 Drillisch AG offiziell als 1&1 AG. 2022 entschied die Bundesnetzagentur, dass 1&1 seine Doppelstellung als Dienstanbieter und Netzbetreiber beenden muss, wofür der Vertrieb bis 2023 und die Geschäftstätigkeit als Dienstanbieter bis 2025 eingestellt werden muss.

## Standorte
Neben dem Stammsitz in Montabaur unterhält die 1&1 Telecommunication SE in Deutschland Niederlassungen in Berlin, München, Zweibrücken und Karlsruhe, wobei der letztere der nach Mitarbeitern größte Standort ist.

## Produkte
Die 1&1 Telecommunication SE bietet DSL- und Telefon-Anschlüsse sowie Sprach- und Daten-Tarife in mehreren Mobilfunknetzen. Zu diesen Tarifen wird auch diverse Hardware angeboten wie Router, Surf-Sticks, Tablets und Smartphones. Diese Tarife sind nur in Deutschland erhältlich. Neben Produkten für Privatanwender gibt es auch Angebote für Selbstständige und kleine Unternehmen. 1&1 arbeitete bei der Realisierung seiner Mobilfunk-Tarife bis zur Mitte des Jahres 2024 mit unterschiedlichen Vordienstleistern zusammen. Die E-Netz-Tarife wurden direkt über Telefónica und D-Netz Tarife über Vodafone realisiert, aktuell gibt es Tarife nur noch über Vodafone. 1&1 arbeitet bei der Realisierung von DSL-Anschlüssen ebenfalls mit verschiedenen Leitungspartnern zusammen und kombiniert die konzerneigene Infrastruktur der 1&1 Versatel GmbH mit standardisierten Netzleistungen von verschiedenen Vorleistungsanbietern.

## Bedeutung
Die 1&1 Telecommunication SE ist mit 4,4 Mio. Kunden (3. Quartal 2018) der größte alternative DSL-Anbieter nach der Deutschen Telekom. Die bis Juni 2007 vermarkteten DSL-Anschlüsse, die einen Telekom-Festnetzanschluss voraussetzen, werden entweder von der Telekom bereitgestellt oder durch Telefónica Deutschland mittels Line-Sharing (ausschließlich über ADSL2+) realisiert und unter dem Namen 1&1 DSL vertrieben. Mit der Integration von Voice over IP (2004), Video-on-Demand (1&1 in Kooperation mit Maxdome) und 1&1-Mobilfunk-Tarif (2007) in das DSL-basierte Bündelangebot wurde 1&1 zum Quadruple-Play-Anbieter. Die Zusammenarbeit mit Maxdome wurde zum 1. Januar 2012 eingestellt und die bestehenden Verträge in entsprechende DSL- und Telefonie-Bundle umgewandelt. In einem DSL-Test des Magazins Connect von Juli 2015 kam 1&1 vor der Telekom auf Platz 1 und vermarktete dies in einem vergleichenden Werbespot. Die Telekom konterte mit einem Spot, der unter Berufung auf dieselbe Zeitschrift auf den schlechten Handyempfang beim Konkurrenten anspielte. 2017 konnte 1&1 den Testsieg wiederholen.
Eine besondere Stärke von 1&1 im Vertrieb der Mobilfunk- und DSL-Produkte spielte stets das sogenannte Bundling. Dabei wird Hardware zusammen mit einem Anschlussvertrag vergünstigt angeboten. Bereits in den 1990er Jahren erzielte 1&1-gebrandete Hardware dadurch eine starke Verbreitung, beispielsweise das Modem „1&1 Speedster 14.400“. Einen Meilenstein bildete die Zusammenarbeit mit dem Berliner Hersteller AVM, zu dessen größtem Kunden 1&1 avancierte, und deren DSL-Router unter der Produktbezeichnung 1&1 Homeserver vertrieben wird. Weitere Beispiele sind zwischen 2006 und 2010 das mobile E-Mail-Gerät 1&1 PocketWeb und das ursprünglich als Fernbedienung für das 2008 vorgestellte 1&1 MediaCenter konzipierte 1&1 SmartPad aus dem Jahr 2010. Durch hohe Einkaufsvolumen wird die Hardware in Zusammenhang bei Abschluss eines Vertragsabonnements meist zu vergleichsweise günstigen Konditionen angeboten. Im März 2017 hat 1&1 in Zusammenarbeit mit Sixt ein Leasing-Angebot gestartet und seinen Kunden einen Peugeot 2018 in Verbindung mit einem Mobilfunkvertrag angeboten.

## Außenwirkung und Werbung
Auch die Qualität der DSL-Access-Produkte stand zeitweise stark unter Kritik. In Umfragen von Computer Bild zur Leistung von DSL-Anbietern schnitt 1&1 mehrfach nur mit „ausreichend“ ab. In der Auswertung für Juli 2008 bis Juni 2009 wurde 1&1 nur 15. von 20 getesteten Anbietern, in einer folgenden Auswertung 14. von 18 getesteten Anbietern. Der schlechteste Einzelpunkt der Auswertung war hierbei zumeist der Kundenservice.
Ab Mitte 2009 investierte 1&1 einen mittleren zweistelligen Millionenbetrag in ein Qualitätsprogramm. Es umfasste neben einer kostenfreien Hotline und internen Prozessverbesserungen eine aufwändige Kommunikationskampagne. Am ersten Weihnachtsfeiertag 2009 starteten zeitgleich ein neuer Social Media Support und eine TV-Kampagne. Die TV-Kampagne wurde von der Agentur Jung von Matt mit Oscar-Preisträger Pepe Danquart umgesetzt und in den Medien sowie der Fachwelt stark diskutiert. 1&1 wurde in den Werbespots durch Marcell D’Avis repräsentiert, der unter dem Titel Leiter für Kundenzufriedenheit auftrat und eine persönliche Befassung mit den Anliegen der Kunden versprach. Dazu forderte er die Zuschauer auf, ihm eine E-Mail zu schreiben. Seine tatsächliche Aufgabe im Unternehmen bestand darin, die in der Kritik stehenden Querschnittsfunktionen in der Zusammenarbeit der internen Abteilungen sowie der externen Dienstleister zu verbessern. Seine Unternehmens-E-Mail-Adresse erhielt in den nächsten 24 Monaten 845.000 E-Mails. Die bis 2012 konzeptionell kaum veränderte TV-Werbung erreichte eine hohe Bekanntheit, wurde zum Internet-Meme und stellte einen Wendepunkt in der Wahrnehmung des Unternehmens dar.
Bereits in einer Auswertung für 2010 verbesserte sich 1&1 auf Platz 11 von 15 getesteten Anbietern. Im Jahr 2010 konnte sich 1&1 in Umfragen insgesamt bereits wieder im guten Mittelfeld platzieren und im September 2012 ermittelte das Deutsche Institut für Service-Qualität 1&1 als zweitbesten Internetanbieter nach Vodafone Kabel Deutschland. Bei der Leserumfrage der Zeitschrift Connect im Jahr 2015 schließlich erhielt 1&1 die beste Bewertung aller DSL-Anbieter in Bezug auf Kundenzufriedenheit und Preisgestaltung. Im Jahr 2017 belegte 1&1 nach einer Studie des Nachrichtenmagazins Focus und der Unternehmensberatung forum! Mainz im Mobilfunksektor den dritten Platz bei der Bewertung der Kundenzufriedenheit.